# Marcel Rieder
Marcel Rieder   (Thann, 19 de març de 1862 - Villiers-sous-Grez, 30 de març de 1942) va ser un pintor francès.

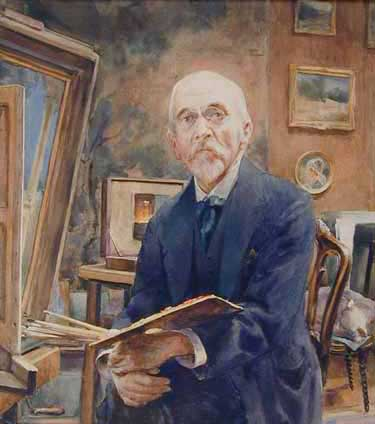
Marcel Rieder a l'atelier

Va néixer a Thann. Rieder provenia d'una família distingida d’Alsàcia; el seu avi Jean Jacques Rieder (1778–1852) va ser ministre de l'església protestant Temple Neuf d’Estrasburg. Marcel Rieder va estudiar a l'Ecole des Beaux-Arts de París. Va ser membre de la Société des Artistes Français el 1894, i va exposar gairebé cada any fins al 1939 al Saló de París.
Rieder es va casar amb Marie Poiriault el 25 de juny de 1903. El seu fill, Jean, va néixer l'agost de 1906.
L'estil de pintura de Rieder es va mantenir realista al llarg de la seva vida. Inicialment, va ser influenciat pels simbolistes, com ho demostra el seu quadre Dante pleurant Béatrice (Dante plorant per Beatrice), ara al Museu de Mulhouse. A partir de 1894 el seu estil va canviar, i les pintures de Rieder es van fer notables per les seves escenes interiors tranquil·les i íntimes d'habitacions il·luminades amb llums d'oli o il·luminació elèctrica. També va pintar paisatges crepusculars. Com a membre de la Société Bach de París, Rieder va conèixer Albert Schweitzer. El seu retrat del metge es mostra al museu dedicat a Schweitzer.
Una pintura de Rieder, Jours Heureux, es va incloure en una exposició que es va fer a la Walker Art Gallery de Liverpool la tardor de 1907. Va aparèixer en una sala que destacava el treball d'artistes estrangers i va ser descrit per un columnista anònim del Manchester Courier com amb una bella representació del color.

Rieder va passar la major part de la seva vida a París, però el 1927 es va retirar a Busseu prop de Fontainebleau. Més tard, Rieder va fer broma dient que havia passat a un estil de pintura impressionista, a causa de la desaparició de la vista i els tremolors a les mans. Va morir a Villiers-sous-Grez el 30 de març de 1942.

Quadres de Marcel Rieder
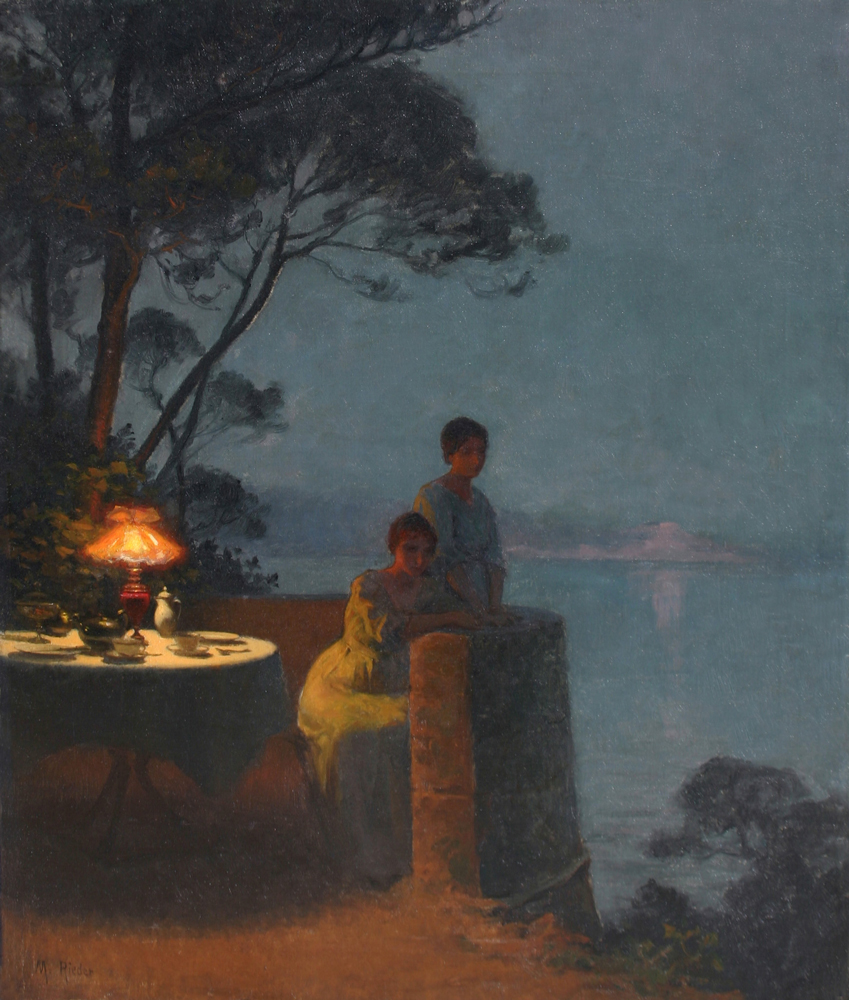
Una vetlla al costat del mar, Costa Blava
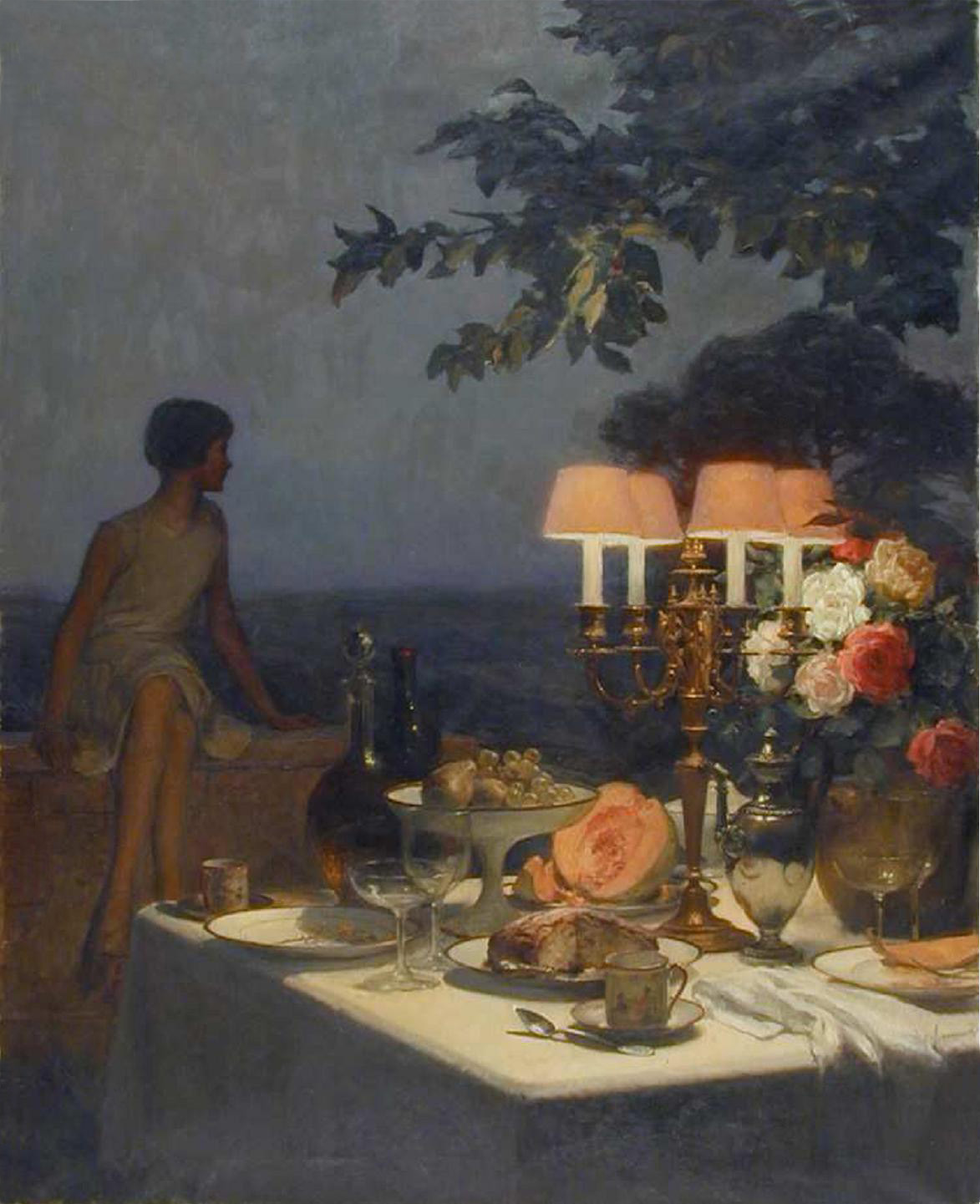
Vetllada romàntica
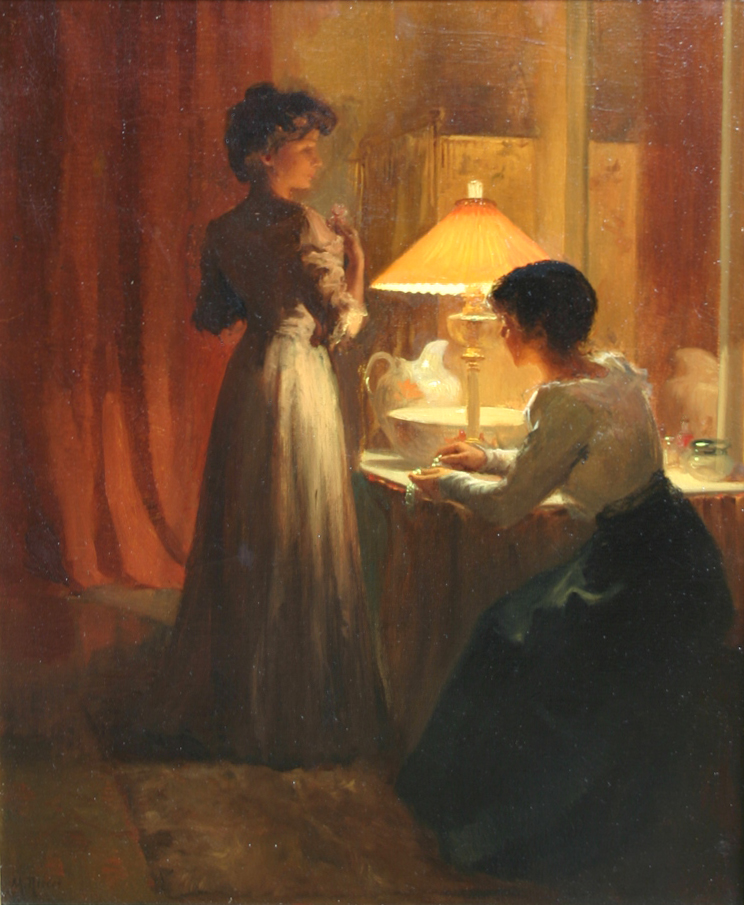
Selecció de joies
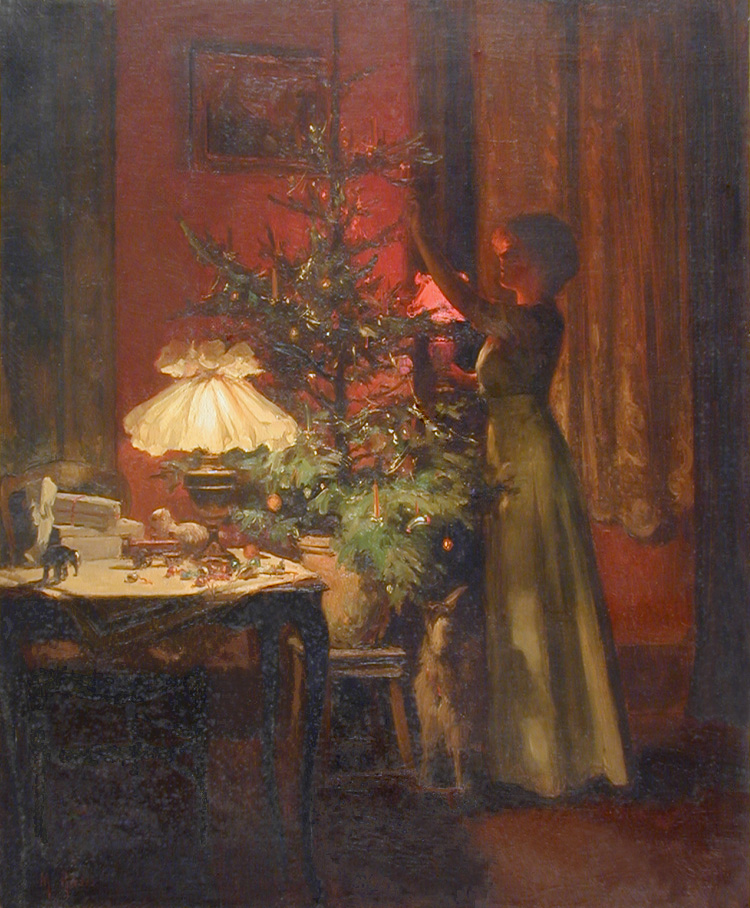
Decoració de l'arbre de Nadal
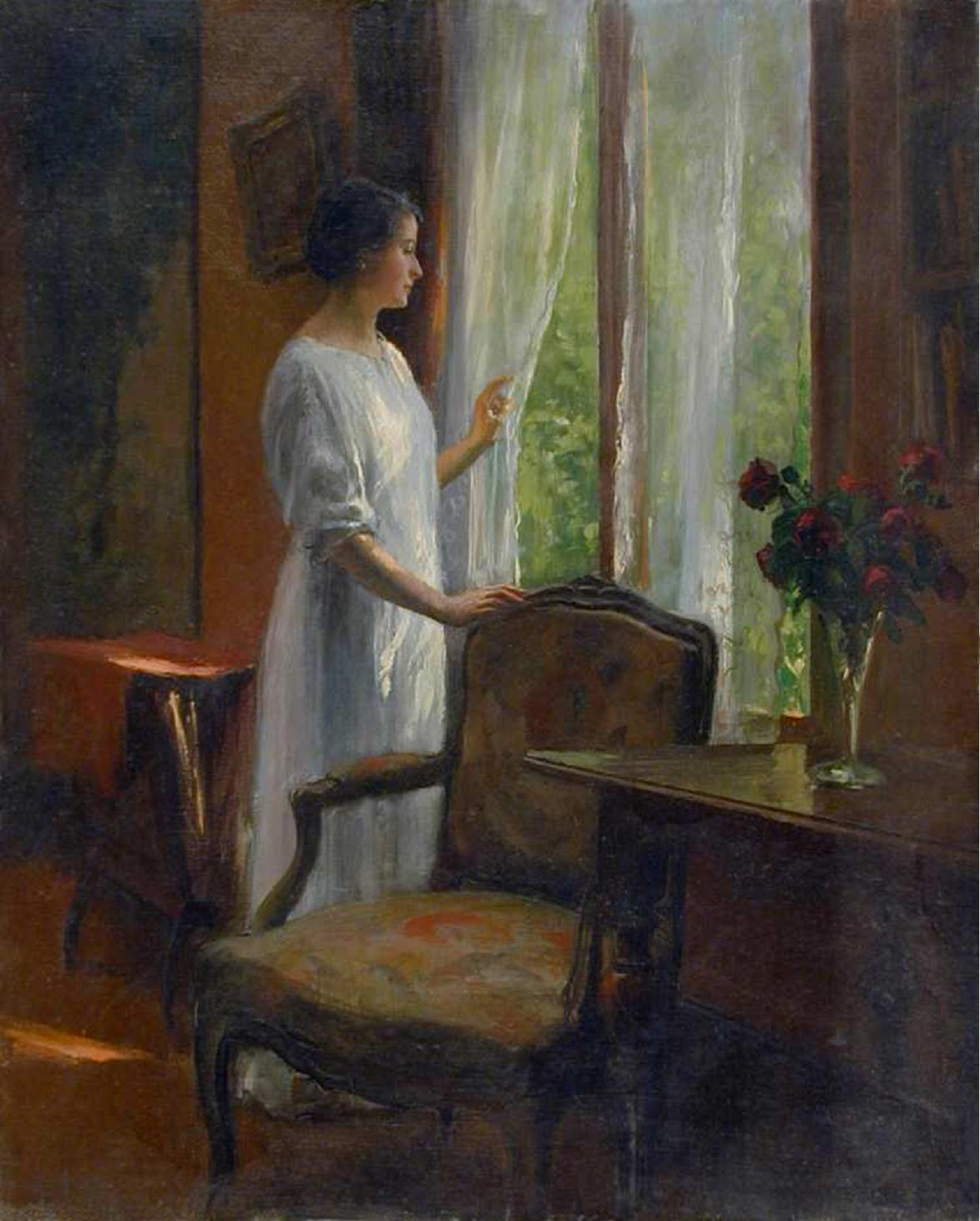
Esperant a la finestra
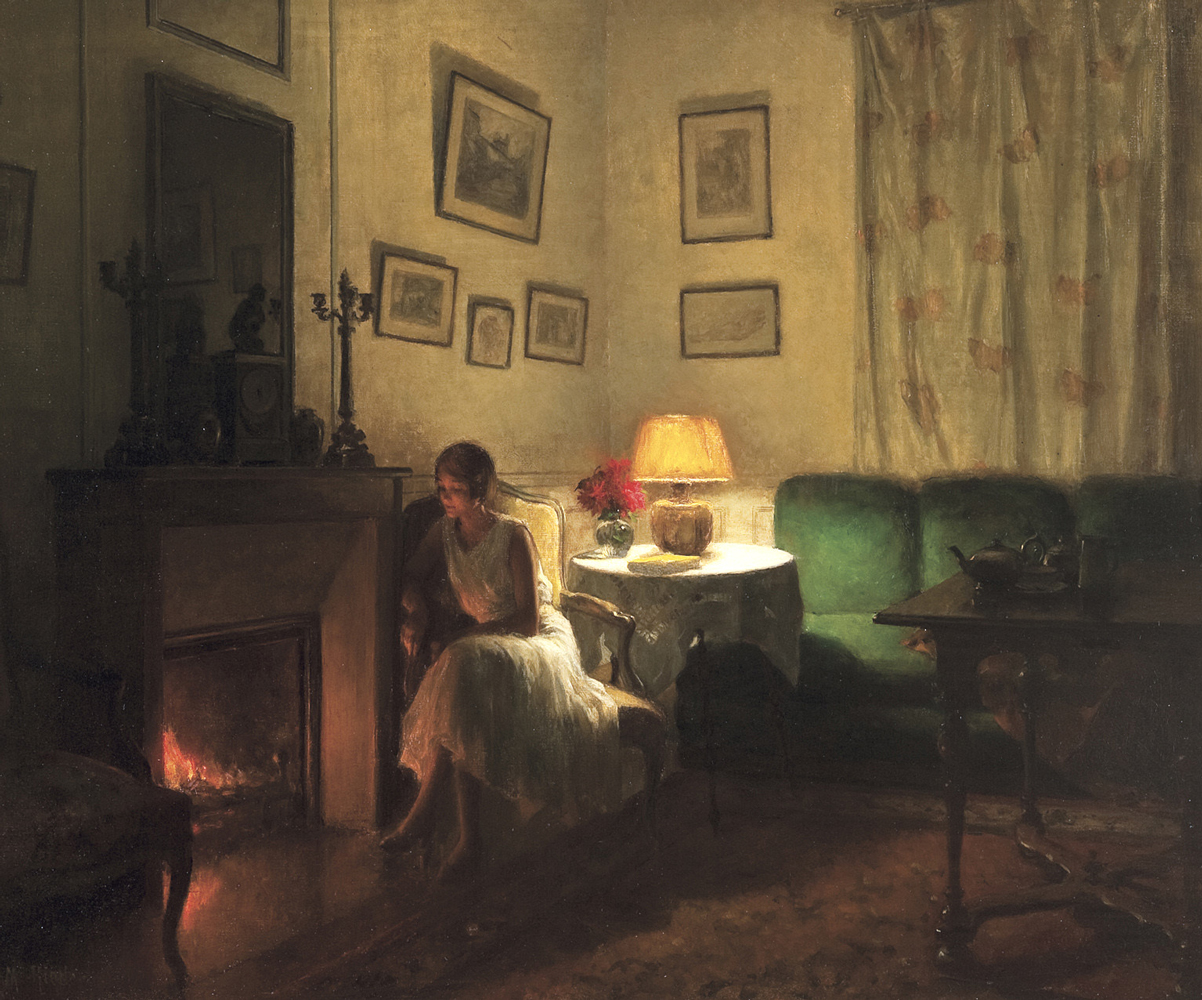
Songeuse devant la cheminée
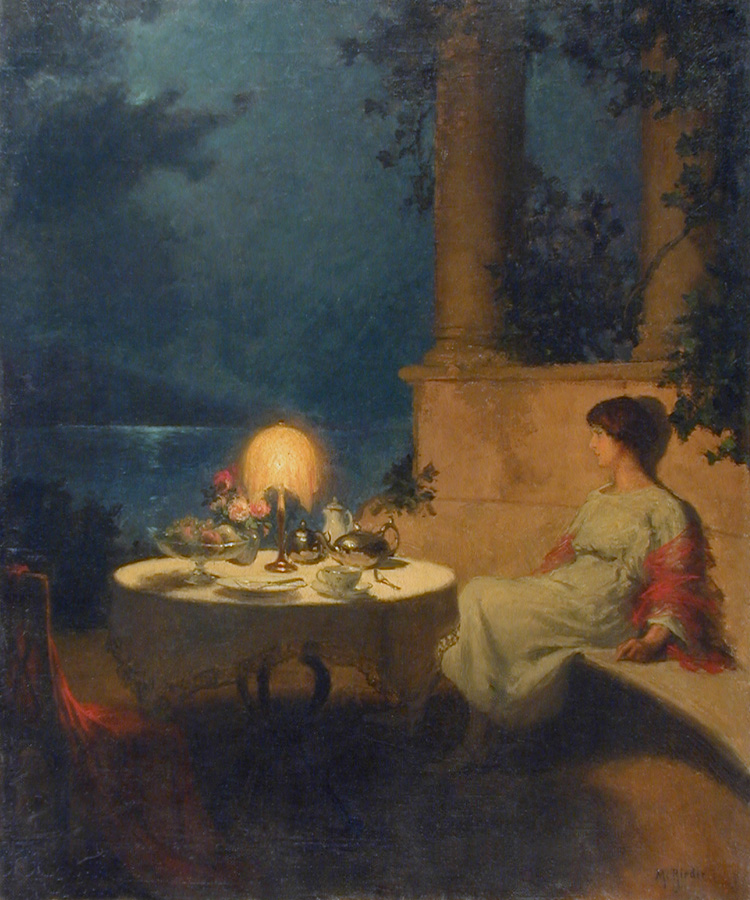
Solitud al bord del lac
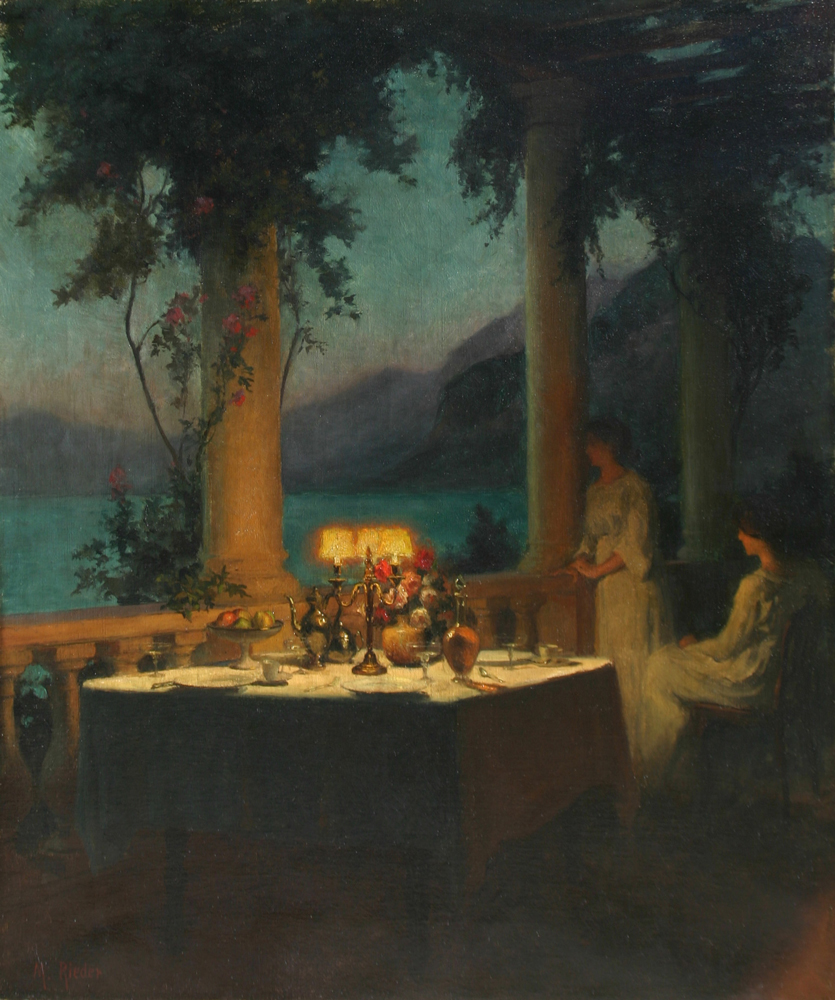
Un somni a la vora del llac, el llac d'Annecy